# Leccinum longicurvipes
Bolétus longicúrvipes (лат.) — гриб семейства болетовые (Boletaceae). Филогенетически относится к роду обабок (Leccinum), однако к 2018 году номенклатурно не переведён в его состав из рода боровик (Boletus).

## Биологическое описание
- Шляпка 1,6—6 см в диаметре, в молодом возрасте выпуклая, затем становящаяся уплощённой, с гладкой, в молодом возрасте железистой, жёлто-коричневой, оранжевой, оранжево-коричневой или красно-коричневой, при KOH и NH4OH краснеющей, поверхностью.
- Мякоть белого цвета, с возрастом слабо желтеющая, на воздухе цвет не меняет. Запаха нет, вкус пресный.
- Гименофор трубчатый, светло- или оливково-жёлтый, затем серовато-зеленоватый, не синеет, а иногда коричневеет при повреждении. Трубочки 0,5 мм в диаметре и 8—12 мм длиной.
- Ножка 5—9 см длиной, ровная или утолщающаяся к основанию, нередко изогнутая, беловатого или желтоватого цвета, иногда с красноватым оттенком, покрытая сначала желтоватыми, затем красноватыми или красно-коричневыми чешуевидными точками.
- Споровый порошок оливково-коричневого цвета. Споры светло-коричневые, 13—17×4—5 мкм, гладкие, веретеновидной или эллипсоидной формы.
- Произрастает на востоке Северной Америки, одиночно или группами, обычно в сосново-дубовых лесах. Встречается с июля по сентябрь.
- Съедобен.

## Таксономия
Boletus longicurvipes Snell & A.H.Sm., J. Elisha Mitchell Scient. Soc. 46: 325 (1940)

## Сходные виды
- Leccinum rubropunctum (Peck) Singer отличается жёлтой с красными точками ножкой и размером спор.